# Panneau Histoire de Paris

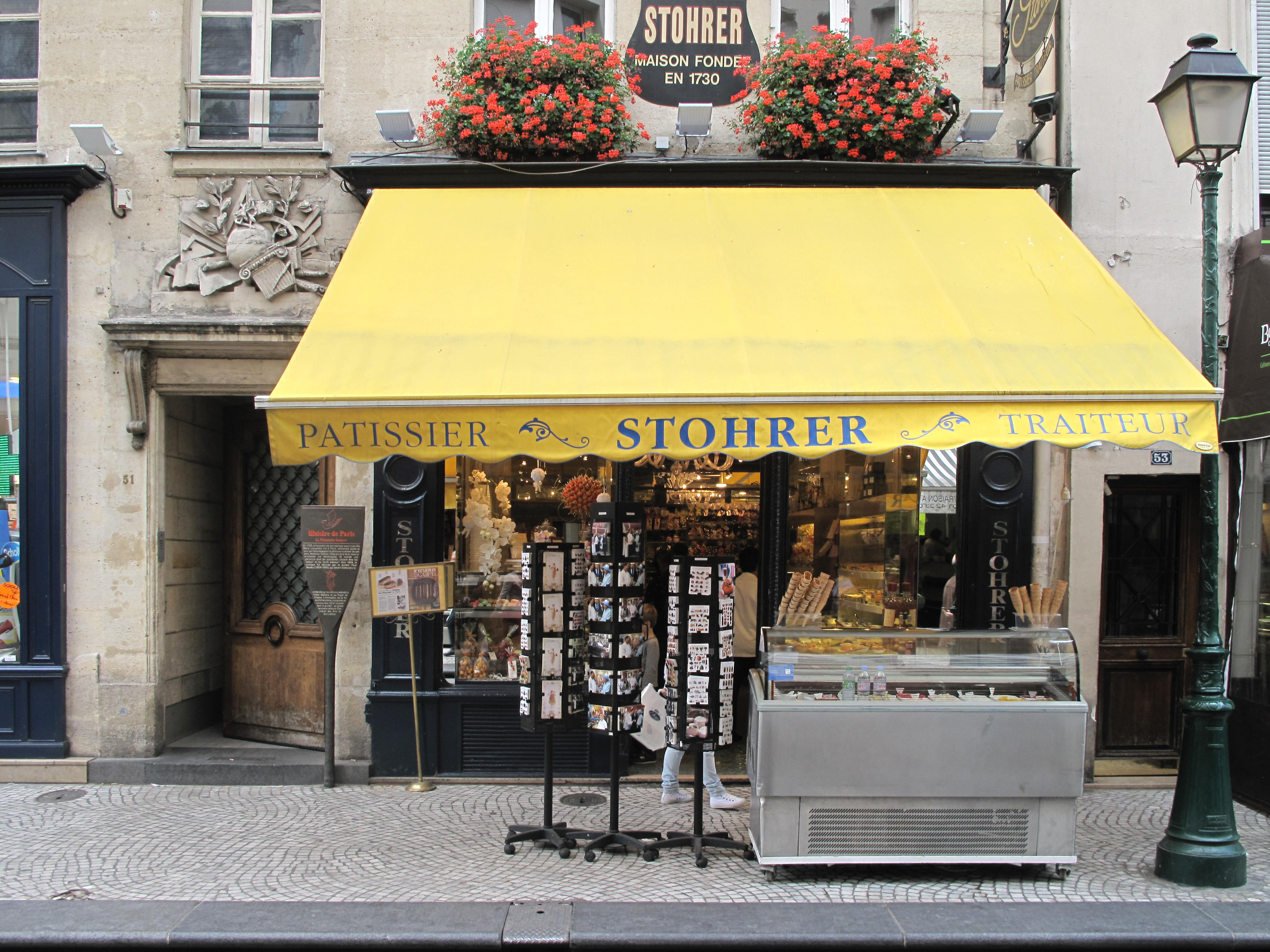
Panel na levé straně památkově chráněné cukrárny Stohrer v Rue Montorgueil.

Panneau Histoire de Paris (tj. Panel Historie Paříže) jsou informační panely o historii Paříže instalované společností JCDecaux před některými památkami nebo pozoruhodnými místy v Paříži, někdy i zaniklými či dochovanými jen zčásti (opevnění, kláštery, věznice), jiné jsou spojeny s konkrétním místem (ulice, náměstí, mosty) nebo s osobnostmi, které měly spojení s daným místem (Marcel Aymé, Charles Péguy, Gérard Philipe apod.). Objevují se i další témata, která vyjadřují bohatost dějin Paříže: historické události, významné zprávy, ekonomické aspekty, technické inovace. Autorem panelů je designér Philippe Starck.

## Charakteristika
Každý panel má tvar litinového vesla natřeného tmavě šedou barvou odkazující na znak města Paříže, který představuje plachetnici plující na vlnách a jehož motto je Fluctuat nec mergitur (Zmítá se, ale nepotápí).
Rukojeť vesla je umístěna v zemi; list se nachází ve výšce dospělého člověka, má v horní třetině v červených čarách stylizovanou verzi lodi z pařížského znaku, nápis „Histoire de Paris" a krátký popisný název. Spodní dvě třetiny nesou vysvětlující text bílým písmem a obecné vyobrazení v červené barvě.
Panely jsou umístěny na veřejných komunikacích. Zabývají se různými historickými tématy (existující i zaniklé památky, události atd.).

## Vývoj
Panely byly instalovány od roku 1992 pod patronací Jacquese Chiraca, tehdejšího starosty Paříže. Realizaci vyhrála společnost JCDecaux s modelem navrženým Philippem Starckem.
Od roku 2009 platí pařížská radnice společnosti JCDecaux ročně 1,2 milionu eur za údržbu panelů. Ve stejném roce byla vyhlášena výzva k předkládání projektů na jejich nahrazení interaktivními panely, tato výměna však doposud neproběhla. Panely závisí na společnosti JCDecaux, mohou být odstraněny po ukončení smlouvy s městem Paříž, jejich existence je tedy nejistá.
Celkový počet panelů instalovaných v Paříži se liší v závislosti na zdrojích. Nejvyšší číslo se udává 767. Město Paříž nevede jejich soupis.